# Alex Cord
Alex Cord (geboren als Alexander Viespi Jr.) (Long Island (New York), 3 mei 1933 – Valley View (Texas), 9 augustus 2021) was een Amerikaans acteur. 
Cord werd bekend om zijn rol als de ooglapdragende Michael Archangel in de televisieserie Airwolf.
Hij was getrouwd met actrice Joanna Pettet van 1968 tot hun scheiding in 1989. Samen hadden ze één kind. Van 2002 tot 2017 was hij getrouwd met Susannah Moller. Cord overleed op 88-jarige leeftijd.

## Filmografie
- The Chapman Report (1962)
- Synanon (1965)
- Stagecoach (1966)
- The Scorpio Letters (1967)
- The Brotherhood (1968)
- Un minuto per pregare, un instante per morire (1968)
- Stiletto (1969)
- The Last Grenade (1970)
- The Tell-Tale Heart (1971)
- L'etrusco uccide ancora (1972)
- Genesis II (1973)
- Chosen Survivors (1974)
- Inn of the Damned (1975)
- Grayeagle (1977)
- Have I Got a Christmas for You (1977)
- Sidewinder 1 (1977)
- Fire! (1977)
- Beggarman, Thief (1979)
- Goliath Awaits (1981)
- Best of Friends (1981)
- Euer Weg führt durch die Hölle (1984)
- Airwolf (1984)
- Uninvited (1988)
- The Dirty Dozen: The Fatal Mission (1988)
- A Girl to Kill For (1990)
- Street Asylum (1990)
- Joey Takes a Cab (1991)
- CIA Code Name: Alexa (1992)
- Roots of Evil (1992)
- To Be the Best (video) (1993)
- The Naked Truth (1993)
- Biography (1995)
- Hologram Man (1995)
- University Blues (1996)
- Air Rage (2001)
- Fire from Below (2009)

## Televisieseries
- Frontier Circus (1961)
- Laramie (1961)
- Naked City (1962 en 1963)
- Cain's Hundred (1962)
- Route 66 (1963-1964)
- The Nurses (1963)
- Alcoa Premiere (1963)
- Armstrong Circle Theatre (1963)
- East Side/West Side (1964)
- Branded (1965)
- Bob Hope Presents the Chrysler Theatre (1967)
- Night Gallery (1971)
- Mission: Impossible (1972)
- Gunsmoke (1972)
- Insight (1972)
- Police Story (1973, 1975 en 1976)
- The F.B.I. (1973)
- Born Free (1974)
- Matt Helm (1975)
- The Six Million Dollar Man (1976)
- Police Woman (1976)
- The Quest (1976)
- Joe Forrester (1976)
- W.E.B. (1978)
- The Love Boat (1979 en 1981)
- Fantasy Island (1980-1984)
- Cassie & Co. (1982)
- Airwolf (1984-1986)
- Hotel (1984)
- Murder, She Wrote (1986)
- The Law and Harry McGraw (1987)
- Monsters (1988)
- War of the Worlds (1988)
- Simon & Simon (1988)
- Jake and the Fatman (1989 en 1992)
- Mission: Impossible (1989)
- Freddy's Nightmares (1989)
- Walker, Texas Ranger (1995)
- High Sierra Search and Rescue (1995)
- Kung Fu: The Legend Continues (1995)
- High Tide (1996)